# Domhütte
Domhütte – sezonowe schronisko turystyczne w Szwajcarii w masywie Alp Pennińskich, na zachodnim stoku Domu, nad miejscowością Randa (kanton Valais), powyżej schroniska Europahütte.

## Charakterystyka
Zimą 1883 pastor Josef Imboden z Randy wyszedł z inicjatywą budowy schroniska dla turystów podążających na Dom, pisząc o tej potrzebie do Monte Rosa Schweizer Alpen-Clubu. Inauguracja obiektu posadowionego na wysokości 2936 m n.p.m. odbyła się 28 lipca 1890. Koszt budowy wyniósł 3 555,70 franków szwajcarskich, natomiast prace wstępne pochłonęły 151,75 franków. Pierwszy remont wykonano w 1903, jednak już wówczas schronisko było zbyt ciasne. W 1919 nastąpiła rozbudowa i powiększenie bazy noclegowej do 24 łóżek i szesnastu ław przy stołach. Około 1950 konstrukcja była nadwątlona przez ekstremalne warunki atmosferyczne i ponownie za mała dla obsługiwanych potoków turystycznych. W tej sytuacji wzniesiono nowe schronisko zaprojektowane przez Jakoba Eschenmosera. Ośmiokątny budynek oddano do użytku w 1957 na wysokości 2940 m n.p.m. Został on rozbudowany w 1978.
Z czasem i te budynki nie były w stanie obsłużyć rosnącego ruchu turystycznego. Darowizna Manfreda Hunzikera (członka sekcji Uto Schweizer Alpen-Clubu) przekonała zarząd klubu do powołania komisji budowlanej do spraw renowacji starego budynku. Przetarg na renowację wygrał projekt architektów Galli & Rudolf. Uroczystość wmurowania kamienia węgielnego odbyła się w maju 2012, a zakończenie budowy planowano w maju 2013. Oficjalne otwarcie odbyło się 6 i 7 lipca 2013 z udziałem miejscowego księdza Niklausa Brantschena.
Schronisko jest zamknięte od połowy września do końca czerwca.

## Otoczenie
W pobliżu znajduje się most Charles’a Kuonena (jeden z najdłuższych na świecie pieszych mostów wiszących) oraz schronisko Kinhütte i Europahütte.

## Galeria

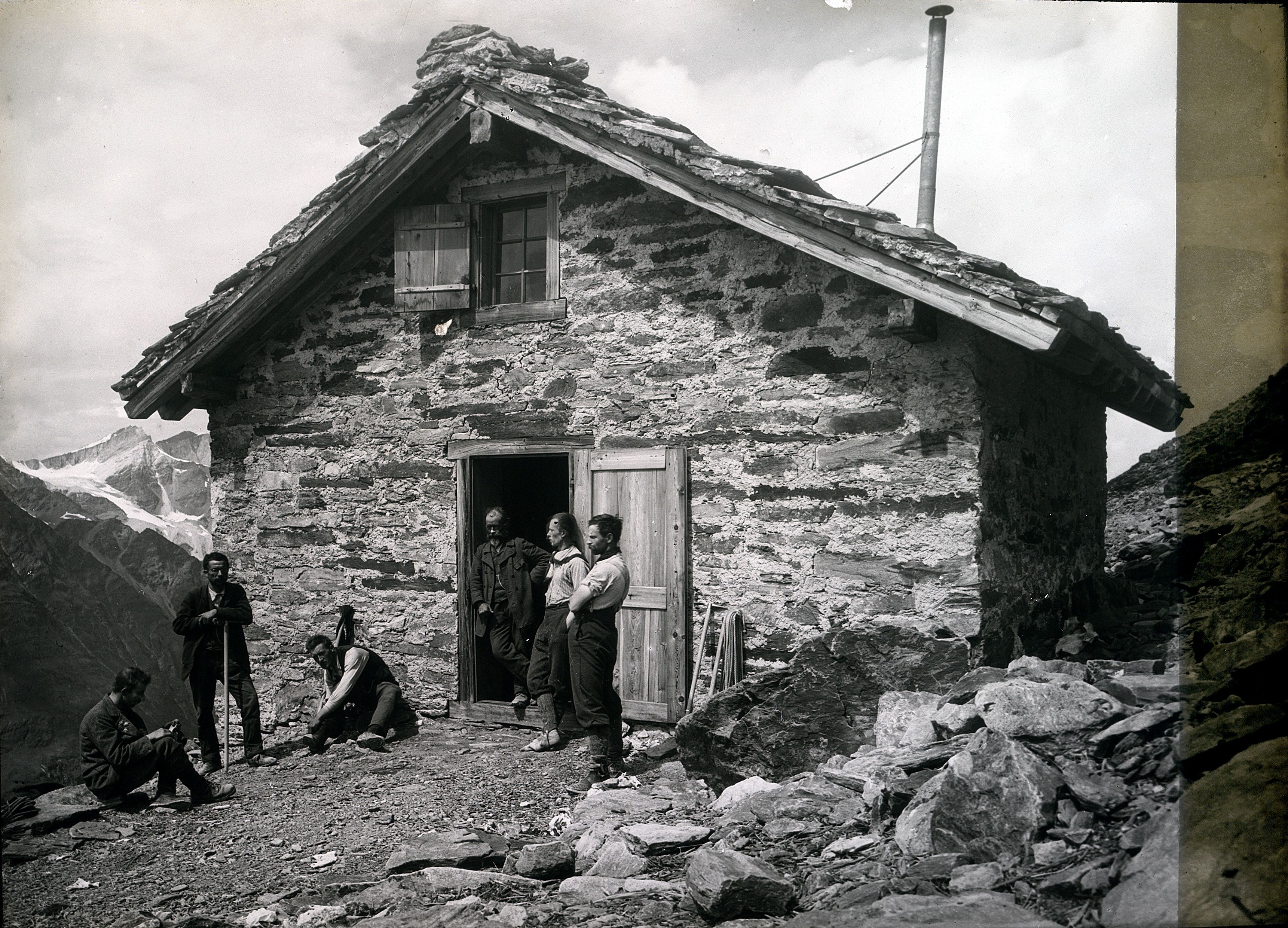
Widok około 1900
Widok we wrześniu 1919
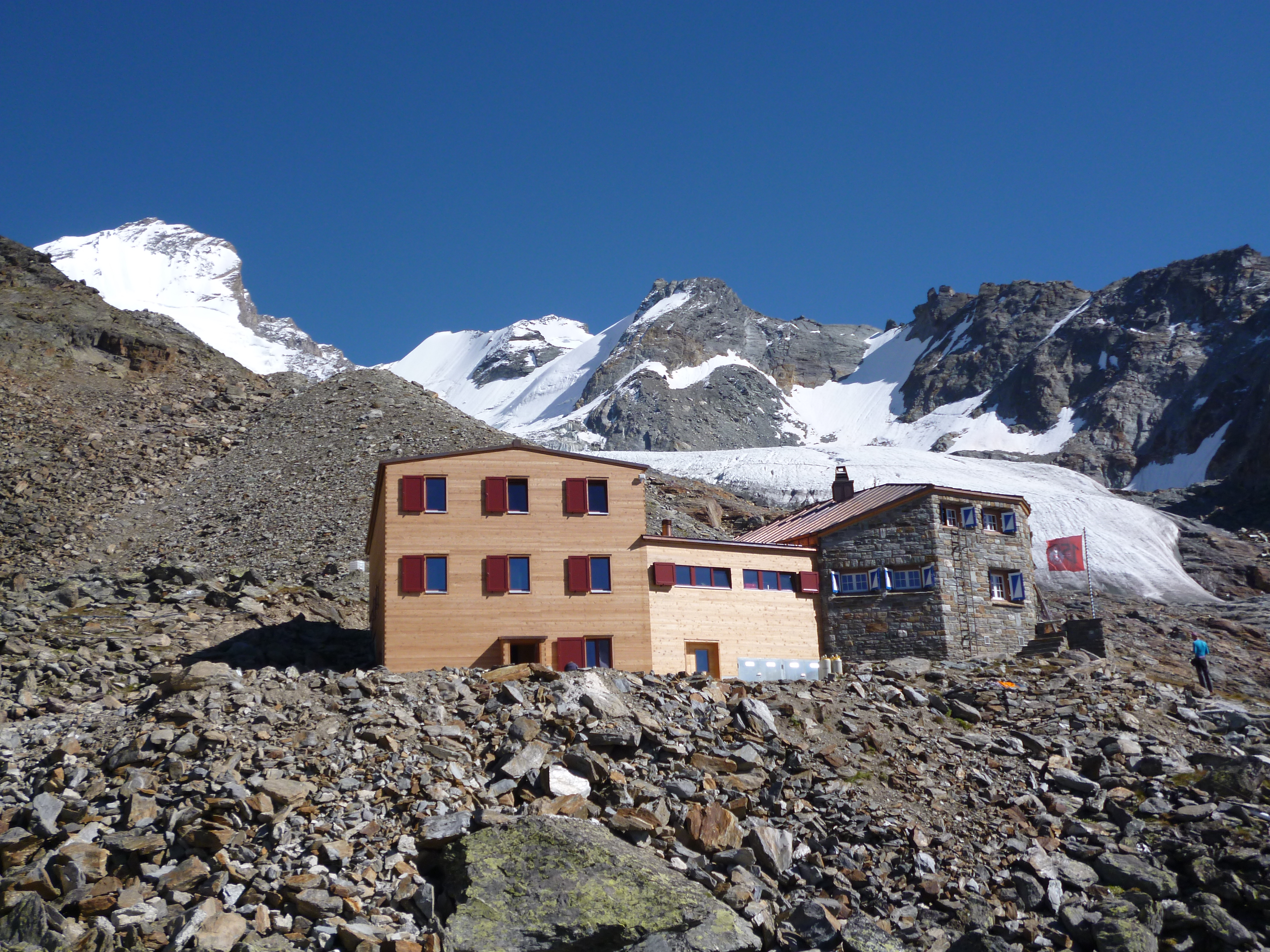
Widok z dołu